# Lygisaurus rococo
Espèce
Synonymes
- Carlia rococo (Ingram & Covacevich, 1988)

Lygisaurus rococo est une espèce de sauriens de la famille des Scincidae.

## Répartition
Cette espèce est endémique du Queensland en Australie.

## Publication originale
- Ingram & Covacevich, 1988 : Revision of the genus Lygisaurus de Vis (Scincidae: Reptilia) in Australia. Memoirs of the Queensland Museum, vol. 25, no 2, p. 335-354 (texte intégral).